# 블로난세린
블로난세린(상품명으로 '로나센' 등이 사용된다)은 일본 다이닛폰 스미토모제약이 개발하여, 부광약품에서 라이센스 생산하는 조현병 치료제이다. 2008년 4월 일본 발매에 이어 전세계에서 두 번째로 발매되어, 안전성 개선을 위해 수용체 친화성을 디자인 한 새로운 개념의 조현병 치료제이므로, 대한민국에서는 물질 및 용도 특허 만료 이후에, 로나큐(환인제약) 등 동일 성분의 제네릭 의약품으로 출시한 바 있다.

## 작용 기전
도파민과 세로토닌 수용체에 대한 강력한 차단작용으로 신속하고 강력한 항정신병 효과를 나타내면서도 아드레날린, 히스타민, 무스카린 등 기타의 수용체에 대한 차단작용은 적어 프로락틴 상승, 체중증가 및 대사성 장애, 인지장애, 과다진정, 기립성저혈압 등의 부작용 발생이 낮은 것으로 나타났다.

## 용법 및 용량
- 성인 : 1회 4mg, 1일 2회 식후에 경구투여하며 천천히 증량한다. 유지용량으로서 1일 8~16mg을 1일 2회, 식후 분할투여 한다.

이 약의 흡수는 식사의 영향을 받기 쉬우므로 반드시 식후에 복용하도록 한다.
투여량은 최소 필요량이 되도록 환자마다 신중하게 관찰하며 조절하고, 1일 최대용량으로 24mg이 넘지 않도록 한다.